# 古俣圣
古俣圣（日语：／ Komata Akira，1998年1月31日—），日本男子击剑运动员，2013年亚洲青年运动会男子重剑个人铜牌得主、2022年亞洲運動會男子重剑团体金牌得主和男子重剑个人银牌得主、2024年夏季奥林匹克运动会男子重剑团体银牌得主。

## 脚註
1. ↑  KOMATA Akira

## 外部鏈接
- 古俣圣在FIE（英语）
- 古俣圣在European Fencing Confederation（英语）